# Spider-Man (film)
|  | For tegneseriefiguren, se Spider-Man |
Spider-Man er en amerikansk superheltefilm fra 2002, baseret på Marvel Comics figur, Spider-Man. Denne film er den første ud af tre indtil videre. Filmen er skrevet af David Koepp og instrueret af Sam Raimi. Medvirkende er Tobey Maguire, Kirsten Dunst og Willem Dafoe.
Filmen begynder med at Peter Parker, en high school-elev, under et laboratoriebesøg, bliver bidt af en gen-manipuleret edderkop. Efter opdagelsen af hans nye evner sker det forfærdelige, at Peters onkel, Ben, bliver dræbt, og det er først her, at Peter bliver til den heroiske Spider-Man. Peter håber samtidig at vinde Mary Jane Watsons hjerte, den pige som han har været forelsket i, siden han var dreng, og han kæmper mod den onde Green Goblin, som er far til Peters bedste ven, Harry Osborn.
Efter at arbejdet med at lave filmen har stået på standby i næsten 25 år, blev den endelig færdiggjort og udgivet den 3. maj 2002, og den blev modtaget med godt hos kritikerne, sprang den rekorderne for billetsalg og blev den bedst indtjenende film i 2002. Pga. succesen blev der også lavet to efterfølgere: Spider-Man 2 og Spider-Man 3.

## Handling
Peter Parker, hans ven, Harry Osborn og Mary Jane Watson, som Peter er forelsket i, besøger sammen med deres high school-klasse en dag et genetisk laboratorium. Imens Peter tager billeder i laboratoriet, bliver han bidt i hånden af en gensplejset "super-edderkop", og da han kommer hjem, besvimer han med bidet betydeligt opsvulmet. I mellemtiden forsøger Norman Osborn (Harrys far) at bevare hans firmas militærkontrakt, fra et konkurrerende firma, ved at eksperimentere på egen krop med hans firmas nyeste ustabile, ydelsesforbedrende kemiske røg, der skulle forbedre hans hurtighede, styrke og udholdenhed. Men forsøget går galt, og Norman får ukontrolleret vrede og dræber sin assistent, Mendel Stromm. Den næste morgen opdager Peter, at hans syn er blevet forbedret og at hans krop er blevet metamorferet ind til en mere muskuløs fysik. Og da han er i skolen, opdager han, at han producerer spindelvæv og har så hurtige reflekser, at han helt undgår at blive skadet under en kamp med Flash Thompson. Peter forlader efter skolen, og opdager på vejen hjem, at han har udviklet edderkoppelignende evner, efter han blev bidt. Han lærer at klatre på vægge og mure, og hoppe fra toppen af bygninger til en anden, og svinge sig rundt via spindelvævsnet der produceres i hans håndled.
En aften lyver han over for sin tante og onkel, hvor han vil tilbringe den følgende aften. Peter beslutter, at tilmelde sig en wrestlingkonkurrence, så han kan købe sin egen bil og derved imponere Mary Jane. Under et mindre skænderi med sin onkel Ben råder Ben Peter "With great power comes great responsibility." ("Med store kræfter følger et stort ansvar"). Peter bliver vred på sin onkel, og går ud af bilen for at gå til konkurrencen. Peter vinder konkurrencen, men bliver snydt og får derfor ikke pengene. Til gengæld lader Peter derfor en tyv, som har været og stjæle promoterens indgangsfortjenester, flygte uden at forhindre ham i det. Da Peter så igen kommer ned på gaden, finder han sin onkel liggende halvdød på gaden, efter at han har været udsat for et biltyveri. Onklen dør hurtigt og Peter forvandler sig til Spider-Man og sætter efter biltyven. Peter får fanget tyven, men kun for at opdage, at det er den selvsamme tyv som han lod flygte tidligere. Under kampen falder biltyven ud gennem et vindue og dør. Efter sin dimission beslutter Peter sig for at ville bruge sine evner til at bekæmpe forbrydelser, og han designer derfor et nyt Spider-Man kostume. Peter bliver hyret som freelance fotograf, og da han ankommer til J. Johan Jamesons kontor, har han de eneste tydelige billeder af Spider-Man.
Da Norman opdager, at hans ellers så trofast stab planlægger at sælge Oscorp, bliver han rasende og overfalder dem ved "World Unity Fair". Selvom at han succesfuld får dem alle dræbt, kommer Spider-Man i tide og får ham drevet væk. Jameson døber hurtigt Norman "Green Goblin". Goblinen tilbyder Peter at de skal slå sig sammen, men Spider-Man nægter, velvidende at han gør det rigtige. Ved Osborns og Peters Thanksgiving, opdager Norman, uden at Peter finder ud af det, Spider-Mans rigtige identitet, og han overfalder efterfølgende Peters tante May. Imens Tante May er på hospitalet, indrømmer Mary Jane overfor Peter, at hun er forelsket i Spider-Man, som har reddet hende en del gange, og eftersom at Peter jo tager billeder af Spider-Man, spørger hun om Spider-Man nogen gange taler om hende. Peter svarer ud fra sine egne følelser, i samme øjeblik som Harry træder ind på stuen. Efter dette, føler Harry sig forrådt af sin egen ven og kæreste, og han fortæller derfor til sin far, hvem det er Peter elsker mest, uvidende om at han lige har afsløret Spider-Mans svaghed.
Goblinen kidnapper derefter Mary Jane, og holder hende og en sporvogn fyldt med børn som gidsler oppe på Queensboro Bridge, da Spider-Man ankommer. Goblinen tvinger Spider-Man til at vælge, hvem han helst vil redde, men giver alligevel slip på både MJ og børnene. Spider-Man formoder at redde både Mary Jane og sporvognen med børn, mens Goblinen bliver bombarderet med sten og ting, fra de civile som står og viser loyalitet til Spider-Man. Goblinen griber nu fat i Spider-Man og smider ham ind i en forladt bygning, hvor han begynder at slå på ham. Tingene vender i samme øjeblik, da Goblinen begynder at fortælle, hvordan han senere har tænkt sig at dræbe Mary Jane og en rasende Spider-Man dominerer overfor ham, og tvinger Goblinen til at fjerne sin maske. Norman beder for tilgivelse, men hans Goblin-skikkelse prøver at få "glideren" til at spidde Spider-Man. Superhelten undgår "glideren" og den spidder derfor Norman selv, som inden han dør, når at sige til Peter, at han ikke må fortælle Harry om hans fars hemmelighed. Ved Normans begravelse, sværger Harry at han vil tage hævn til Spider-Man, som han mener er skyld i hans fars død, og han fortsætter med, at Peter er det eneste han har tilbage. Mary Jane fortæller Peter at hun er forelsket i ham, men Peter, som føler, at han vil beskytte hende mod den uønskede opmærksomhed fra Spider-Mans fjender, skjuler han sine sande følelser. Som Peter forlader begravelsen, husker han Onkel Bens ord om ansvar, og han accepterer sit nye liv som Spider-Man.

## Cast og karakterer
- Tobey Maguire som Peter Parker / Spider-Man: En akademisk, men en social malplaceret elev, som bliver bidt af en gensplejset edderkop, og udvikler edderkoppelignende færdigheder. Maguire blev castet som Peter Parker i juli 2002[3], efter at have været Sam Raimis favorit, efter at han havde medvirket i The Cider House Rules[4]. Studiet var egentlig ude efter en som ikke havde en total pumpet krop, men Maguire formodede at imponere studiemenneskerne til hans audition. For at forberede Maguire til rollen, blev han trænet af en psykisk træner, en yogainstruktør, en kampkunst ekspert og en klatre-ekspert, og det tog adskillige måneder at få ham klar til optagelse[5]. Maguire studerede edderkopper og arbejdede med en wiremand for at stimulere spindlerens bevægelser og han var også på en speciel diæt.[6] Studiet havde også udtrykt interesse i andre skuespillere såsom Leonardo DiCaprio, Freddie Prinze, Jr,[7] Chris Klein, Wes Bentley og Heath Ledger.[8]

- Willem Dafoe som Norman Osborn / Green Goblin

- Kirsten Dunst som Mary Jane Watson

- James Franco som Harry Osborn: Før han fik rollen som Peters bedste ven, havde Franco været til audition som selve Spider-Man.[9]

- Cliff Robertson som Ben Parker

- Rosemary Harris som May Parker

- J. K. Simmons som J. Jonah Jameson

- Joe Manganiello som Flash Thompson

- Michael Papajohn som Biltyven

- Macho Man Randy Savage som Bokseren

## Opfølgere
- Spider-Man 2 (2004)
- Spider-Man 3 (2007)
- The Amazing Spider-Man (2012) [10]
- The Amazing Spider-Man 2 (2014) [11]
- Spider-Man: Homecoming (2017)

### Taglines
- With great power comes great responsibility.
- There is a thin line between being an ordinary man and an extraordinary hero. In 2002, that line will be crossed.
- Spider, spider, spider, go squish!
- Get Ready For The Ultimate Spin!
- Does whatever a spider can
- Do you want to know who I am? I'm Spider-Man
- Next Summer, One Hero will take you for the Ultimate Spin
- On May Third, the Entire World Will Connect to the Web.
- A Gift. A Curse. A Destiny.
- If somebody told you I was just your average guy, not a care in the world... somebody lied.
- This is my gift. It is my curse.
- This spider gonna mess you up!
- Go for the ultimate spin
- Turn your world upside down

## Fodnoter
1. ↑  Spider-Man på Medierådet for Børn og Unge Hentet 27. november, 2013.
2. ↑  Spider-Man på Box Office Mojo (engelsk) Hentet 31. maj, 2014.
3. ↑  Michael Fleming; Claude Brodesser (2000-07-31). "Maguire spins 'Spider-Man'". Variety. Hentet 2007-01-22.
4. ↑  Chris Hewitt, Simon Braund (juli 2002). "Spider-Man". Empire. s. 58-62. {{cite news}}: |access-date= kræver at |url= også er angivet (hjælp)
5. ↑  Friday Night with Jonathan Ross (TV). BBC One. 2007-04-27. {{cite AV media}}: |format= kræver at |url= også er angivet (hjælp)
6. ↑  "Raimi Talks Up Spider-Man, But Still No Goblin". IGN. 2000-10-05. Hentet 2007-01-22.
7. ↑  Ronald Grover (2002-04-15). "Unraveling Spider-Man's Tangled Web". BusinessWeek. Hentet 2007-01-22.
8. ↑  David Hughes (2003). Comic Book Movies. London: Virgin Books. s. 235–241. ISBN 0-7535-0767-6.
9. ↑  "Spider-Man – Do We Have the Son of the Green Goblin Here?". IGN. 2000-10-06. Hentet 2007-01-23.
10. ↑  The Amazing Spider-Man på Internet Movie Database (engelsk)
11. ↑  The Amazing Spider-Man 2 på Internet Movie Database (engelsk)